# Chamblanc
Chamblanc est une commune française située dans le canton de Brazey-en-Plaine du département de la Côte-d'Or, en région Bourgogne-Franche-Comté.

## Géographie

### Climat
Pour des articles plus généraux, voir Climat de la Bourgogne-Franche-Comté et Climat de la Côte-d'Or.
En 2010, le climat de la commune est de type climat océanique dégradé des plaines du Centre et du Nord, selon une étude du Centre national de la recherche scientifique s'appuyant sur une série de données couvrant la période 1971-2000. En 2020, Météo-France publie une typologie des climats de la France métropolitaine dans laquelle la commune est exposée à un climat semi-continental et est dans la région climatique  Bourgogne, vallée de la Saône, caractérisée par un bon ensoleillement (1 900 h/an), un été chaud (18,5 °C), un air sec au printemps et en été et des vents faibles. 
Pour la période 1971-2000, la température annuelle moyenne est de 11 °C, avec une amplitude thermique annuelle de 17,9 °C. Le cumul annuel moyen de précipitations est de 823 mm, avec 11,2 jours de précipitations en janvier et 7,5 jours en juillet. Pour la période 1991-2020, la température moyenne annuelle observée sur la station météorologique installée sur la commune est de 11,7 °C et le cumul annuel moyen de précipitations est de 802,0 mm,. Pour l'avenir, les paramètres climatiques de la commune estimés pour 2050 selon différents scénarios d'émission de gaz à effet de serre sont consultables sur un site dédié publié par Météo-France en novembre 2022.
| Mois                                  | jan.           | fév.           | mars           | avril       | mai           | juin          | jui.           | août           | sep.           | oct.            | nov.            | déc.           | année      |
| ------------------------------------- | -------------- | -------------- | -------------- | ----------- | ------------- | ------------- | -------------- | -------------- | -------------- | --------------- | --------------- | -------------- | ---------- |
| Température minimale moyenne (°C)     | 0,4            | 0,6            | 2,8            | 5,5         | 9,6           | 12,9          | 14,6           | 14,3           | 11             | 8               | 3,7             | 1,3            | 7,1        |
| Température moyenne (°C)              | 3,2            | 4,3            | 7,8            | 11,1        | 15,1          | 18,7          | 20,7           | 20,4           | 16,4           | 12,3            | 6,9             | 3,9            | 11,7       |
| Température maximale moyenne (°C)     | 5,9            | 7,9            | 12,8           | 16,7        | 20,6          | 24,6          | 26,8           | 26,5           | 21,9           | 16,5            | 10              | 6,5            | 16,4       |
| Record de froid (°C) date du record   | −13 04.01.1993 | −12,3 05.02.12 | −11,7 01.03.05 | −4 08.04.21 | 0 03.05.21    | 4,3 02.06.06  | 6,3 03.07.1996 | 5,8 29.08.1998 | 0,9 30.09.1995 | −5,6 31.10.1997 | −8,8 24.11.1998 | −17,8 20.12.09 | −17,8 2009 |
| Record de chaleur (°C) date du record | 17,3 01.01.23  | 20,1 24.02.21  | 25 31.03.21    | 28 25.04.07 | 31,1 25.05.09 | 36,3 19.06.22 | 39,3 31.07.20  | 39,6 07.08.03  | 34,3 14.09.20  | 29 02.10.23     | 21,2 07.11.15   | 16,8 01.12.00  | 39,6 2003  |
| Précipitations (mm)                   | 58,4           | 50,7           | 52,6           | 60,4        | 78,5          | 71,3          | 73,9           | 65,6           | 60,1           | 84              | 82,9            | 63,6           | 802        |

## Urbanisme

### Typologie
Au 1er janvier 2024, Chamblanc est catégorisée commune rurale à habitat dispersé, selon la nouvelle grille communale de densité à 7 niveaux définie par l'Insee en 2022.
Elle est située hors unité urbaine. Par ailleurs la commune fait partie de l'aire d'attraction de Dijon, dont elle est une commune de la couronne,. Cette aire, qui regroupe 333 communes, est catégorisée dans les aires de 200 000 à moins de 700 000 habitants,.

### Occupation des sols
L'occupation des sols de la commune, telle qu'elle ressort de la base de données européenne d’occupation biophysique des sols Corine Land Cover (CLC), est marquée par l'importance des territoires agricoles (74,8 % en 2018), une proportion sensiblement équivalente à celle de 1990 (74,3 %). La répartition détaillée en 2018 est la suivante : terres arables (59,3 %), forêts (20,7 %), prairies (14,5 %), zones urbanisées (4,5 %), zones agricoles hétérogènes (1 %).
L'IGN met par ailleurs à disposition un outil en ligne permettant de comparer l'évolution dans le temps de l'occupation des sols de la commune (ou de territoires à des échelles différentes). Plusieurs époques sont accessibles sous forme de cartes ou photos aériennes : la carte de Cassini (XVIIIe siècle), la carte d'état-major (1820-1866) et la période actuelle (1950 à aujourd'hui).

## Politique et administration
| Période                                  | Période  | Identité            | Étiquette | Qualité                         |
| ---------------------------------------- | -------- | ------------------- | --------- | ------------------------------- |
| mars 2001                                | 2020     | Michel Bourdot      |           | Retraité                        |
| 2020                                     | En cours | Bruno Vandenbroucke |           | Retraité de la Marine nationale |
| Les données manquantes sont à compléter. |          |                     |           |                                 |

## Démographie
L'évolution du nombre d'habitants est connue à travers les recensements de la population effectués dans la commune depuis 1793. Pour les communes de moins de 10 000 habitants, une enquête de recensement portant sur toute la population est réalisée tous les cinq ans, les populations de référence des années intermédiaires étant quant à elles estimées par interpolation ou extrapolation. Pour la commune, le premier recensement exhaustif entrant dans le cadre du nouveau dispositif a été réalisé en 2008.

En 2022, la commune comptait 464 habitants, en évolution de +1,09 % par rapport à 2016 (Côte-d'Or : +0,82 %, France hors Mayotte : +2,11 %).
| 1793 | 1800 | 1806 | 1821 | 1831 | 1836 | 1841 | 1846 | 1851 |
| ---- | ---- | ---- | ---- | ---- | ---- | ---- | ---- | ---- |
| 432  | 521  | 525  | 576  | 636  | 689  | 675  | 671  | 651  |

| 1856 | 1861 | 1866 | 1872 | 1876 | 1881 | 1886 | 1891 | 1896 |
| ---- | ---- | ---- | ---- | ---- | ---- | ---- | ---- | ---- |
| 654  | 600  | 611  | 580  | 589  | 558  | 560  | 522  | 509  |

| 1901 | 1906 | 1911 | 1921 | 1926 | 1931 | 1936 | 1946 | 1954 |
| ---- | ---- | ---- | ---- | ---- | ---- | ---- | ---- | ---- |
| 492  | 480  | 459  | 423  | 435  | 428  | 426  | 472  | 458  |

| 1962 | 1968 | 1975 | 1982 | 1990 | 1999 | 2006 | 2008 | 2013 |
| ---- | ---- | ---- | ---- | ---- | ---- | ---- | ---- | ---- |
| 433  | 406  | 423  | 442  | 397  | 404  | 492  | 505  | 485  |

| 2018 | 2022 | - | - | - | - | - | - | - |
| ---- | ---- | - | - | - | - | - | - | - |
| 460  | 464  | - | - | - | - | - | - | - |

## Héraldique
| Blason à dessiner | Blason  | Écartelé: au 1er d'or à trois bandes d'azur, à l'écusson de gueules chargé d'une aigle d'or, accompagné en chef senestre de deux gantelets versés d'or et passés en sautoir et en pointe dextre d'un dextrochère tenant une plume du même, le tout brochant sur les bandes, au 2e contre-écartelé dans une filière de gueules, au I d'azur semé de fleurs de lis d'or , bordé à senestre et en pointe d'un componé de gueules et d'argent, au II d'azur à la bande d'or, bordé à dextre et en pointe de gueules, au III bandé d'or et d'azur, bordé en chef et à senestre de gueules, au IV d'azur semé de fleurs de lis d'or, bordé en chef et à dextre d'un componé d'argent et de gueules, au 3e d'or à la forêt de sinople accompagnée en pointe d'une chaîne du champ, posée en fasce et brisée en son milieu, au 4e de sinople à sept épis de blé d'or empoignés en éventail et liés de gueules. |
| Blason à dessiner | Détails | Le statut officiel du blason reste à déterminer. |